# Saint-Martin-en-Gâtinois
Saint-Martin-en-Gâtinois è un comune francese di 115 abitanti situato nel dipartimento della Saona e Loira nella regione della Borgogna-Franca Contea.

## Società

### Evoluzione demografica
Abitanti censiti